# 21. National Hockey League All-Star Game
Das 21. National Hockey League All-Star Game wurde am 16. Januar 1968 in Toronto, ausgetragen. Das Spiel fand im Maple Leaf Gardens, der Spielstätte des Stanley-Cup-Siegers Toronto Maple Leafs statt. Den Maple Leafs gelang ein knapper 4:3-Sieg über die NHL All-Stars vor 15.753 Zuschauern.
Vor dem Spiel wurde festgelegt, dass es das letzte NHL-Duell zwischen dem amtierenden Stanley-Cup-Champion und einer Auswahl der besten NHL-Spieler sein würde. NHL-Präsident Clarence Campbell erklärte, dass zukünftig die Western und Eastern Conferences gegeneinander spielen sollten und es keinen festen Standort für die All-Star-Spiele geben sollte. Das 21. All-Star Game war auch das letzte, in dem die Spieler aus dem Vorjahr für das Match gewählt wurden.

## Tragischer Tod von Bill Masterton
Das Spiel fand in gedrückter Stimmung statt, da Bill Masterton, ein Spieler der Minnesota North Stars, von zwei Spielern der Oakland Seals auf dem Eis gecheckt wurde, wodurch er mit dem Kopf auf dem Eis aufschlug und am nächsten Tag im Krankenhaus verstarb.
Unmittelbar nach diesem Vorfall entstand eine allgemeine Diskussion, ob die Eishockeyspieler zukünftig Helme tragen sollten oder wie bisher ohne weiterspielen durften. Einer der Topspieler der 1960er Jahre, Gordie Howe, wollte keinen Helm tragen, aber es der nächsten Spielergeneration empfehlen. Bobby Hull hingegen dachte ernsthaft nach zukünftig mit Helm zu spielen. Während des Spiels trugen jedoch nur zwei Spieler einen Helm – J. C. Tremblay, der ohnehin die gesamte Saison über schon einen trug und Brian Conacher – als Reaktion auf Mastertons Tod.
Während des All-Star-Spiels schlug man vor eine Trophäe im Gedenken an Masterton einzuführen. Seit Ende des Jahres 1968 wird jährlich die Bill Masterton Memorial Trophy an den Spieler vergeben, der am besten Leidenschaft und Fairness verkörpert.

## Besonderheiten
Erstmals spielte für Toronto im All-Star-Game mit Al Smith ein Spieler, der im Vorjahr keinen Profieinsatz für die Maple Leafs auf dem Konto hatte, da sich Stamm-Goalie Johnny Bower verletzt hatte und nicht spielen konnte.
Trotz der gedämpften Stimmung feierte Torontos Coach Punch Imlach seine Silberhochzeit in der Nacht des All-Star-Games.

## Mannschaften
| #           | Land   | Spieler          | Pos.             |
| Torhüter    |        |                  |                  |
| 1           | Kanada | Al Smith         | Al Smith         |
| 30          | Kanada | Bruce Gamble     | Bruce Gamble     |
| Verteidiger |        |                  |                  |
| 2           | Kanada | Larry Hillman    | Larry Hillman    |
| 3           | Kanada | Marcel Pronovost | Marcel Pronovost |
| 4           | Kanada | Duane Rupp       | Duane Rupp       |
| 7           | Kanada | Tim Horton       | Tim Horton       |
| 26          | Kanada | Allan Stanley    | Allan Stanley    |
| Angreifer   |        |                  |                  |
| 8           | Kanada | Ron Ellis        | RW               |
| 10          | Kanada | Chief Armstrong  | RW               |
| 11          | Kanada | Murray Oliver    | C                |
| 12          | Kanada | Pete Stemkowski  | C                |
| 14          | Kanada | Dave Keon        | C                |
| 16          | Kanada | Mike Walton      | C                |
| 18          | Kanada | Jim Pappin       | RW               |
| 20          | Kanada | Bob Pulford      | LW               |
| 22          | Kanada | Brian Conacher   | LW               |
| 25          | Kanada | Wayne Carleton   | LW               |
| 27          | Kanada | Frank Mahovlich  | LW               |

| #           | Land   | Spieler            | Pos.               | Team                  |
| Torhüter    |        |                    |                    |                       |
| 1           | Kanada | Eddie Giacomin     | Eddie Giacomin     | New York Rangers      |
| 24          | Kanada | Terry Sawchuk      | Terry Sawchuk      | Los Angeles Kings     |
| 25          | Kanada | Glenn Hall         | Glenn Hall         | St. Louis Blues       |
| Verteidiger |        |                    |                    |                       |
| 2           | Kanada | Pierre Pilote      | Pierre Pilote      | Chicago Black Hawks   |
| 3           | Kanada | Harry Howell       | Harry Howell       | New York Rangers      |
| 5           | Kanada | Bobby Orr          | Bobby Orr          | Boston Bruins         |
| 6           | Kanada | Jacques Laperrière | Jacques Laperrière | Montréal Canadiens    |
| 8           | Kanada | Bobby Baun         | Bobby Baun         | Oakland Seals         |
| 14          | Kanada | J. C. Tremblay     | J. C. Tremblay     | Montréal Canadiens    |
| Angreifer   |        |                    |                    |                       |
| 4           | Kanada | Jean Béliveau      | C                  | Montréal Canadiens    |
| 7           | Kanada | Norm Ullman        | C                  | Detroit Red Wings     |
| 9           | Kanada | Gordie Howe        | RW                 | Detroit Red Wings     |
| 10          | Kanada | Bobby Hull         | LW                 | Chicago Black Hawks   |
| 11          | Kanada | Johnny Bucyk       | LW                 | Boston Bruins         |
| 12          | Kanada | Ken Schinkel       | RW                 | Pittsburgh Penguins   |
| 15          | Kanada | Léon Rochefort     | RW                 | Philadelphia Flyers   |
| 17          | Kanada | Kenny Wharram      | RW                 | Chicago Black Hawks   |
| 18          | Kanada | Dave Balon         | LW                 | Minnesota North Stars |
| 21          | Kanada | Stan Mikita        | C                  | Chicago Black Hawks   |
| 22          | Kanada | Don Marshall       | LW                 | New York Rangers      |

## Spielverlauf

### Toronto Maple Leafs 4 – 3 NHL All-Stars
| Team       | Zeit  | Stand | Torschütze      | Vorlagengeber   | Vorlagengeber  |
| 1. Drittel |       |       |                 |                 |                |
|            | 5:56  | 1–0   | Murray Oliver   | Frank Mahovlich | Larry Hillman  |
|            | 19:53 | 1–1   | Stan Mikita     | Bobby Hull      | J. C. Tremblay |
| 2. Drittel |       |       |                 |                 |                |
|            | 20:35 | 1–2   | Kenny Wharram   | Stan Mikita     |                |
|            | 27:56 | 2–2   | Allan Stanley   | Pete Stemkowski | Wayne Carleton |
|            | 36:36 | 3–2   | Pete Stemkowski | Wayne Carleton  | Duane Rupp     |
| 3. Drittel |       |       |                 |                 |                |
|            | 43:31 | 4–2   | Ron Ellis       | Frank Mahovlich | Larry Hillman  |
|            | 48:23 | 4–3   | Norm Ullman     | Gordie Howe     | Bobby Orr      |

Schiedsrichter: Bill Friday 

Linienrichter: Brent Casselman, Pat Shetler 

Zuschauer: 15.753